# Kalkwerk Crottendorf

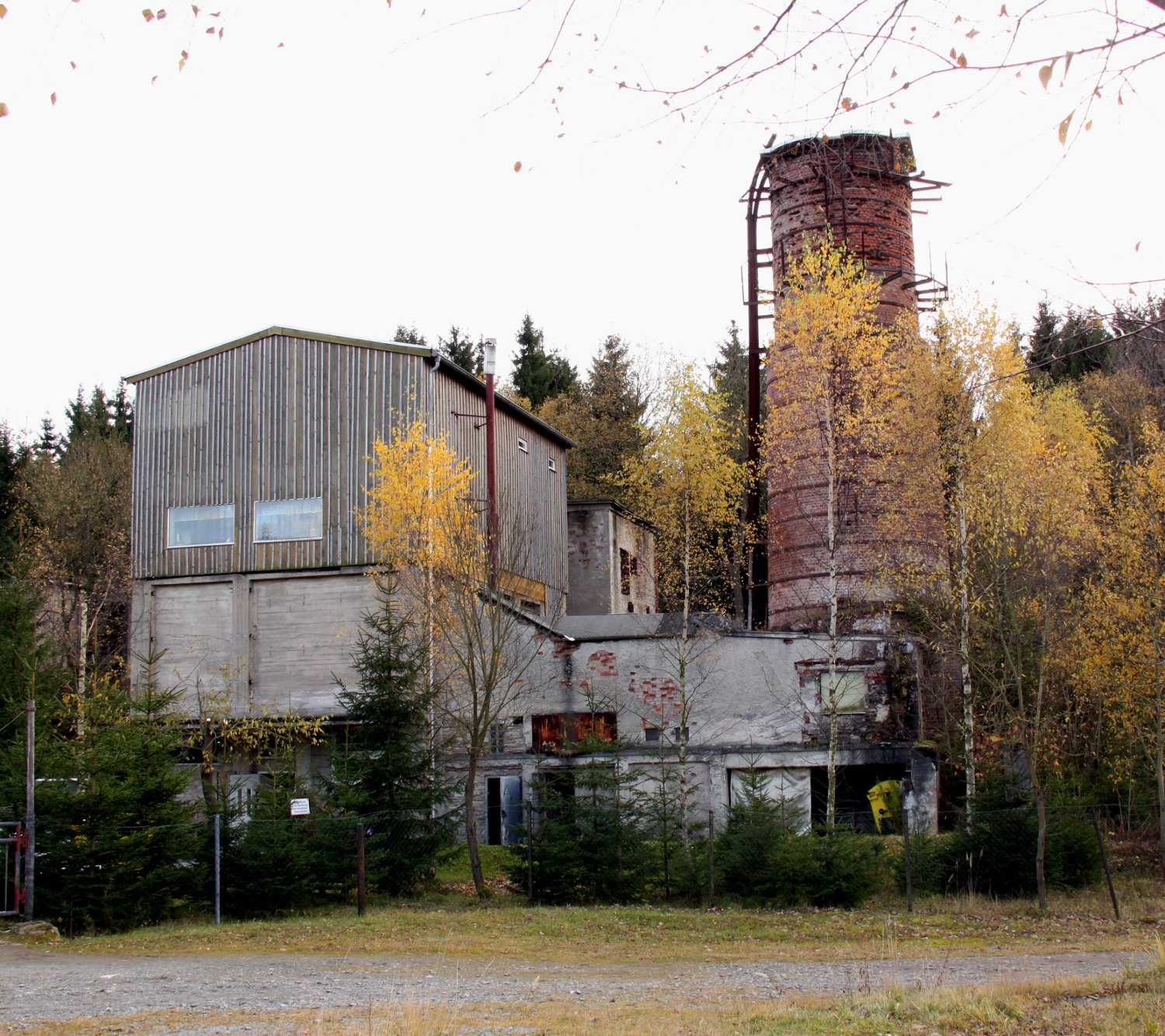
Ehemaliger moderner Kalkofen Crottendorf

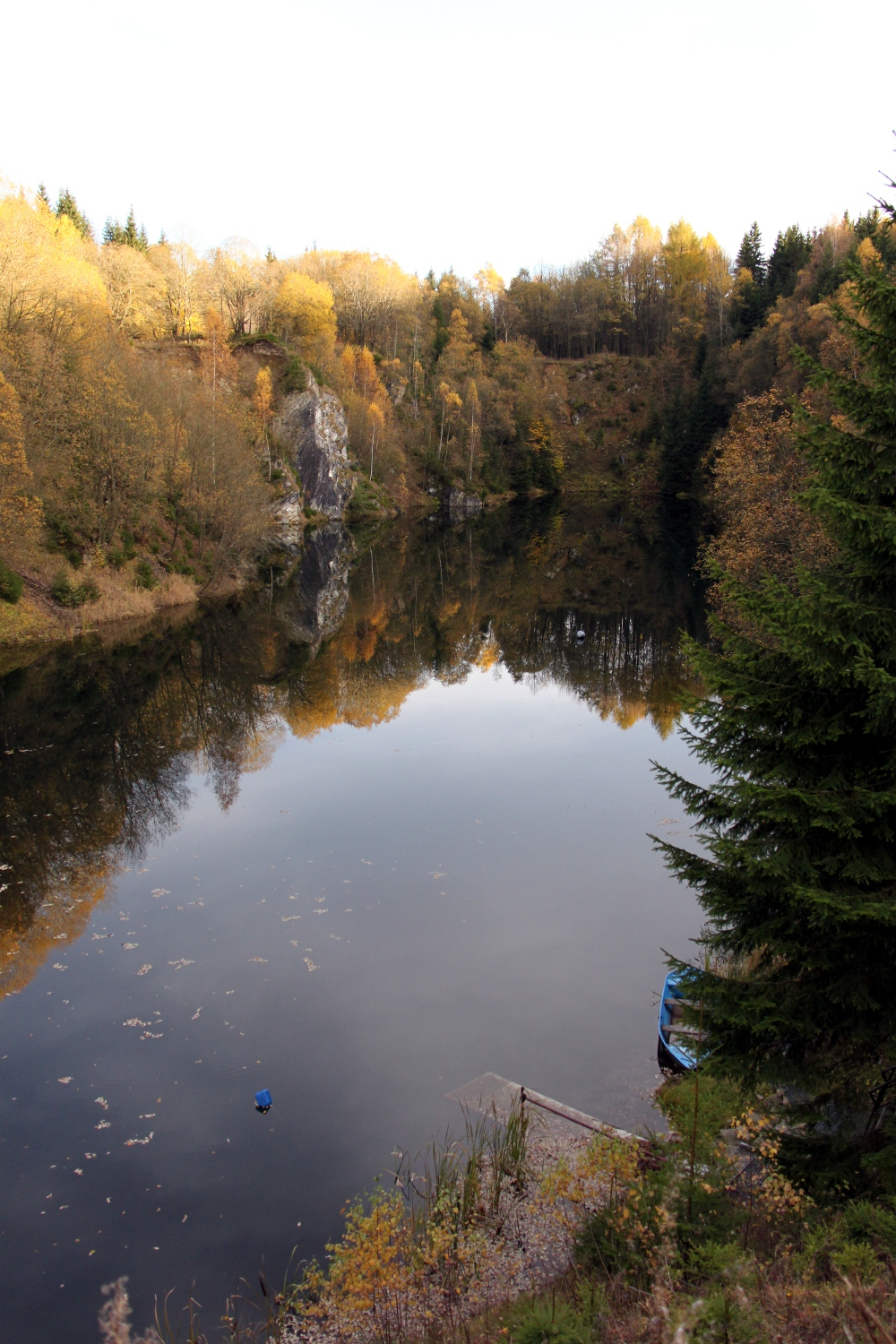
Ehemaliger Marmorbruch Crottendorf

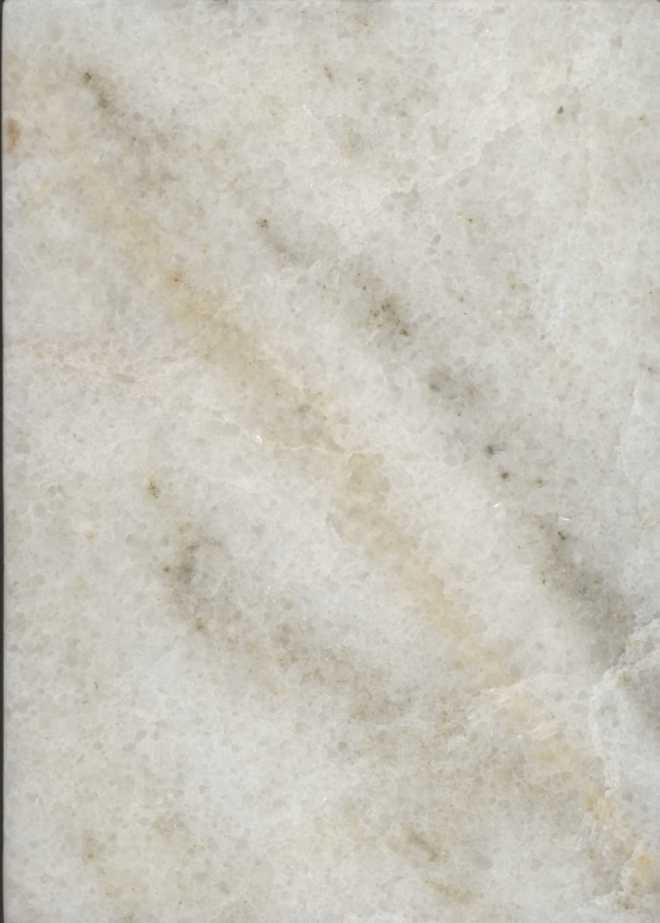
Gefüge des Crottendorfer Marmors (poliert)

Das Kalkwerk Crottendorf war eine Produktionsstätte für Naturwerksteine, Bruchsteine, Branntkalk und andere mineralische Industrieprodukte an einem dafür genutzten Steinbruch südlich der sächsischen Gemeinde Crottendorf im Erzgebirge.

## Lagerstätte
Das Crottendorfer Calcit-Marmorvorkommen am Kalkberg liegt in Form einer NNW-SSO streichenden Lagerstätte als etwa linsenförmiges Karbonatgesteinslager in einem dieses vollständig umgebenden Orthogneis, der zum altpaläozoischen Wiesenthaler Rotgneiskörper gehört.
Der Gneis ist ein plattig anstehender Muskovit-Zweifeldspatgneis. Dessen geologisches Alter wird nach Pb-Zirkondatierungen mit etwa 488 mya angenommen. Das darin eingeschlossene Marmorlager taucht in Richtung Südwesten als verformte Falte in die Tiefe ab. In den Randbereichen des Marmors treten dünne Amphibolit- und Glimmerlagen auf. Die durchschnittliche Mächtigkeit des Lagers liegt nach den Ergebnissen mehrerer Bohrungen zwischen 30 und 40 Metern, im Einzelfall ist eine Teufe von etwa 94 Metern nachgewiesen worden.

## Geschichte
Unter Kurfürst August I. (1553–1586) wurde im Erzgebirge nach wirtschaftlich verwertbaren Gesteinen gesucht. Im Rahmen dieser Suche wurde auch der südlich des Ortes gelegene Kalckbergk entdeckt, der eine Lagerstätte mit weißem Marmor enthält. Eine erste urkundliche Erwähnung des Vorkommens erfolgte 1559 im Rahmen des Verkaufs des oberwäldischen Teils der Herrschaft Hartenstein an den Kurfürsten. Der planmäßige Abbau im Tagebau setzte aber erst 1587 ein, nachdem auch der kurfürstliche Architekt und Bildhauer Giovanni Maria Nosseni auf das Lager aufmerksam geworden war. Der geförderte Marmor diente überwiegend der Herstellung von Bausteinen und Kunstwerken. In Kalköfen gebrannter Marmor kam darüber hinaus auch als Bindemittel im Baugewerbe zum Einsatz. Künstler fertigten aus Crottendorfer Marmor zudem Schmuckstücke. In der Sammlung des Grünen Gewölbes befindet sich eine Marmordose, die der Goldschmied Paul Ingermann um 1723 in vergoldetes Silber fasste.
1754 ging der Marmorabbau in den Staatsbesitz über. Er behielt bis ins 19. Jahrhundert hinein Bedeutung, wovon nicht zuletzt eine 1829 erfolgte Besichtigung des Bruches durch Prinz Friedrich August II. und den Oberberghauptmann Sigismund August Wolfgang von Herder zeugt. Zu dieser Zeit waren etwa 20 Steinbrecher im Bruch beschäftigt, der Vertrieb des Marmors erfolgte über Verkaufslager, die sich in den größeren Städten Sachsens befanden.
In dem Werk Geographisches statistisch-topographisches Lexikon von Obersachsen und der Ober- und Nieder-Lausiz finden sich 1803 folgende Ausführungen:

„Vorzüglich berühmt sind die hiesigen Marmorbrüche. Der Marmor kommt zwar dem Bärenloher an Weisse nicht gleich, übertrifft ihn aber an Härte. Aus dem hiesigen Bruche ist der weisse Marmor, welcher zu innern Ausschmückung der katholischen Hofkirche zu Dresden, zum Standbild des Churfürsten, und zu Gellerts Monument im Wendlerschen Garten zu Leipzig verbraucht worden ist; und ehedam hat man auch 6000 Zentner nach Amsterdam zu den Verzierungen des dortigen Rathhauses versendet. Erst vor wenigen Jahren förderte man mehrere grosse Blöcke zu dem bekannten Monumente für die zu Zelle verstorbene Königin Mathilde von Dänemark. Die hiesigen Marmorbrüche hat Joseph Maria Nosseni zwischen 1588 und 1593 ausgefunden, so wie bereits David Hirschfelder im Jahr 1575 dem Churfürsten August die Marmor-, Alabaster-, Gyps-, Kalkbrüche u.s.w. aufzusuchen anfieng. Das weiss Marmorflöz streicht 6 Stunden weit oben von Wiesenthal an über Krottendorf bis nach Grünhain hinunter, wo es auf dem Fürstenberge am feinsten gefunden wird.“

August Schumann nennt 1818 im Staats-, Post- und Zeitungslexikon von Sachsen den Kalkabbau betreffend u. a.:

„Die Brüche sind meistens 40 Fuß tief, bisweilen auch noch tiefer. Der Marmor wird auf Kosten des Bildhauers gewonnen, der für die vom Erbrichter abgemessene Quadrat-Elle ins Rentamt Schwarzenberg zahlen muß und die Quadrat-Elle einen Zoll stark fein polirt in Platten in Platten zu 4 Thalern liefert. Jetzt arbeiten gewöhnlich 4 Bildhauer und Steinmetzger hier, welche aber oft Gehülfen nöthig haben. Seit dem J. 1802 läßt die Regierung einen Stollen treiben, um die Wässer, die den Brüchen Nachtheil bringen, leichter abzuleiten. Den Abgang bei den Marmorarbeiten und die kleineren Stücke verbrennt man zu Kalk. […] Man brennt hier jährlich über 1500 Fässer Kalk. Die Aufsicht über die Brüche haben das Rentamt und Forstamt zu Schwarzenberg, weil die Brüche so wie der Ofen in den königl. Waldungen sich befinden.“

Ende des 19. Jahrhunderts verlor diese Lagerstätte ihre Bedeutung, so dass die Blockgewinnung 1884 und die Branntkalkherstellung 1900 eingestellt wurde.
Eine Neuaufnahme des Abbaus und der Branntkalkherstellung erfolgte 1946. 1954 wurde ein neuer Brennofen errichtet. Die nunmehr industriell betriebene Gewinnung erfolgte auf drei Sohlen parallel im Tage- wie Tiefbau. Die Abbauleistung steigerte sich auf bis zu 30.000 Tonnen Rohstein pro Jahr. Verwendung fand der Marmor u. a. als Branntkalk, Terrazzo, in der Celluloseindustrie, zur Düngemittelherstellung sowie als Möller im Stahlwerk Riesa. Bis 1960 bestand auf dem Betriebsgelände ein Gasthaus. Die Verladung der Erzeugnisse aus dem Kalkbruch erfolgte auf dem Oberen Bahnhof Crottendorf. Der Crottendorfer Kalkbruch firmierte als „VEB Oberzgebirgische Kalkwerke“ mit Hauptsitz in Scheibenberg. 1965 wurde eine Kabelkrananlage montiert, nachdem vorher das Rohmaterial mit einem Schrägaufzug per Kipploren transportiert wurde. Der Abbau im „Kalichbruch“, so wie er in Crottendorf genannt wurde, erfolgte auf den einzelnen Sohlen im Kammerbau. Die bis zu 10 Meter hohen Abbaukammern schwächten die Standsicherheit des Gebirges, so dass Teile der 2. Sohle zusammenbrachen. Am Rand des Tagebaus kam es 1969 bis 1973 zu größeren Rutschungen, so dass die Förderung wegen akuter Bruchgefahr am 8. Juni 1973 eingestellt wurde.

## Historische Anwendungsbeispiele in Kunst und Architektur
Der Crottendorfer Marmor fand über Sachsen hinaus nur vereinzelt Anwendung. Für folgende Verwendungsbeispiele ist ein Nachweis möglich:
- Fürstengruft im Freiberger Dom, einzelne Teile
- Dom St. Petri in Bautzen (1702)
- Innengestaltungen des Rathauses von Amsterdam (1715–16)
- einzelne erhaltene Fußbodenplatten in der Katholischen Hofkirche in Dresden (1738–55)
- Denkmal für Christian Fürchtegott Gellert in Leipzig (1774 von Adam Friedrich Oeser geschaffen)
- Denkmal für Königin Caroline Mathilde von Dänemark im Französischen Garten von Celle (1775 von Adam Friedrich Oeser geschaffen)
- Denkmal für Friedrich August III. in Leipzig, heute im Park des Gohliser Schlösschens (1780 von Adam Friedrich Oeser geschaffen)
- Verblendungen im Reichstagsgebäude in Berlin